# Лахас (Пуерто-Рико)
Лахас (ісп. Lajas, МФА: [ˈlaxas]) — муніципалітет Пуерто-Рико, острівної території у складі США. Заснований 1883 року.

## Географія
Площа суходолу муніципалітету складає 157 км² (17-е місце за цим показником серед 78 муніципалітетів Пуерто-Рико).

## Демографія
Станом на 2010 рік на території муніципалітету мешкало 25 753 ос.
Динаміка чисельності населення:

## Населені пункти
Найбільші населені пункти муніципалітету Лахас:
| Населений пункт | Статус | Населення :   | Населення :   | Населення :   |
| Населений пункт | Статус | на 01.04.1990 | на 01.04.2000 | на 01.04.2010 |
| --------------- | ------ | ------------- | ------------- | ------------- |
| Лахас           | Місто  | 4 495         | 5 036         | 4 586         |
| Ла-Паргера      | Селище | 1 192         | 1 141         | 1 044         |
| Магуайо         | Селище | н/д           | н/д           | 903           |
| Пальмарехо      | Селище | 1 150         | 1 169         | 966           |